# Blackburneus caracaensis
Blackburneus caracaensis är en skalbaggsart som beskrevs av Rudolph Petrovitz 1970. Blackburneus caracaensis ingår i släktet Blackburneus och familjen Aphodiidae. Inga underarter finns listade.